# Bob Bryan
Robert Charles Bryan, detto Bob (Camarillo, 29 aprile 1978), è un ex tennista statunitense, 16 volte campione Slam in doppio insieme al gemello Mike.
I Bryan sono considerati tra le migliori coppie di doppisti di tutti i tempi. Tra il 2012 e il 2013 la coppia raggiunge il Piccolo Slam (o Grande Slam Virtuale), ossia la vittoria di tutti e quattro i tornei consecutivamente, ma non nello stesso anno solare, bensì in due consecutivi (unica coppia maschile a riuscirci).

## Carriera
Diventato professionista nel 1998. Insieme al fratello gemello Mike, ha avuto molto successo in doppio. Ha vinto 118 titoli di doppio, inclusi 16 titoli dello Slam in 30 finali e a questi si devono aggiungere altri 7 titoli su 9 finali conquistati nel doppio misto. Nel 2005, lui e Mike arrivarono in finale in tutti e quattro i tornei dello Slam, cosa che è successa solo due volte nell'era Open. Nel 2006 i fratelli Bryan vinsero Wimbledon e gli Australian Open. Nel 2007 si ripeterono con gli Australian Open e furono numeri uno in classifica, cosa per loro già successa due volte, nel 2004 e nel 2005. Nel 2008 vincono la medaglia di bronzo alle Olimpiadi di Pechino e nel 2012 quella d'oro alle Olimpiadi di Londra. Nel 2018 deve operarsi all'anca e salta la seconda parte di stagione, con Mike che gioca insieme a Jack Sock vincendo Wimbledon e US Open. Nel 2019 i fratelli annunciano l'intenzione di ritirarsi dopo gli US Open 2020. Nel 2020 i Bryan raggiungono gli ottavi di finale agli Australian Open e vincono il torneo di Delray Beach. Successivamente battono in Coppa Davis nella sfida Stati Uniti–Uzbekistan Denis Istomin e Sanjar Fayziev con il punteggio di 6-3 6-4. Scelgono però di non giocare gli US Open e si ritirano il 27 agosto.

## Statistiche

### Singolare

#### Vittorie (7)
| Legenda tornei minori |
| Challenger (3)        |
| Futures (4)           |

| Numero | Anno | Torneo                                  | Superficie     | Avversario in finale | Punteggio     |
| 1.     | 1998 | USA F6 Futures, USA                     | Cemento        | Matthew Breen        | 6-4, 2-6, 7-5 |
| 2.     | 1998 | USA F8 Futures, USA                     | Cemento        | Adam Peterson        | 6-2, 6-1      |
| 3.     | 1998 | USA F12 Futures, USA                    | Cemento        | Thierry Guardiola    | 6-1, 7-5      |
| 4.     | 1999 | USA F2 Futures, USA                     | Cemento        | Kris Goossens        | 6-2, 7-5      |
| 5.     | 1999 | Rancho Mirage Challenger, Rancho Mirage | Cemento        | Jeff Coetzee         | 7-5, 7-5      |
| 6.     | 2000 | Comerica Bank Challenger, Aptos         | Cemento        | Kevin Kim            | 6-4, 6-7, 6-4 |
| 7.     | 2003 | Joplin Challenger, Joplin               | Cemento indoor | Kevin Kim            | 4-6, 7-5, 6-2 |

### Doppio

#### Vittorie (16)
| Anno | Torneo              | Compagno   | Avversari in finale                | Punteggio          |
| 2003 | Open di Francia     | Mike Bryan | Paul Haarhuis Evgenij Kafel'nikov  | 7–6, 6–3           |
| 2005 | US Open             | Mike Bryan | Jonas Björkman Maks Mirny          | 6–1, 6–4           |
| 2006 | Australian Open     | Mike Bryan | Martin Damm Leander Paes           | 4–6, 6–3, 6–4      |
| 2006 | Wimbledon           | Mike Bryan | Fabrice Santoro Nenad Zimonjić     | 6–4, 4–6, 6–4, 6–2 |
| 2007 | Australian Open (2) | Mike Bryan | Jonas Björkman Maks Mirny          | 7–5, 7–5           |
| 2008 | U.S. Open (2)       | Mike Bryan | Lukáš Dlouhý Leander Paes          | 7–6, 7–6           |
| 2009 | Australian Open (3) | Mike Bryan | Mahesh Bhupathi Mark Knowles       | 2–6, 7–5, 6–0      |
| 2010 | Australian Open (4) | Mike Bryan | Daniel Nestor Nenad Zimonjić       | 6–3, 6(5)–7, 6–3   |
| 2010 | U.S. Open (3)       | Mike Bryan | Rohan Bopanna Aisam-ul-Haq Qureshi | 7–6, 7–6           |
| 2011 | Australian Open (5) | Mike Bryan | Leander Paes Mahesh Bhupathi       | 6–3, 6-4           |
| 2011 | Wimbledon (2)       | Mike Bryan | Robert Lindstedt Horia Tecău       | 6-3, 6-4, 7–6(2)   |
| 2012 | U.S. Open (4)       | Mike Bryan | Leander Paes Radek Štěpánek        | 6–3, 6-4           |
| 2013 | Australian Open (6) | Mike Bryan | Robin Haase Igor Sijsling          | 6–3, 6-4           |
| 2013 | Open di Francia (2) | Mike Bryan | Michaël Llodra Nicolas Mahut       | 6-4, 4-6, 7–6(4)   |
| 2013 | Wimbledon (3)       | Mike Bryan | Ivan Dodig Marcelo Melo            | 3-6, 6-3, 6-4, 6-4 |
| 2014 | U.S. Open (5)       | Mike Bryan | Marcel Granollers Marc López       | 6-3, 6-4           |

#### Finali perse (14)
| Anno | Torneo              | Compagno   | Avversari in finale            | Punteggio                     |
| 2003 | US Open             | Mike Bryan | Jonas Björkman Todd Woodbridge | 7-5, 0-6, 5-7                 |
| 2004 | Australian Open     | Mike Bryan | Michaël Llodra Fabrice Santoro | 6(4)–7, 3-6                   |
| 2005 | Australian Open (2) | Mike Bryan | Wayne Black Kevin Ullyett      | 4-6, 4-6                      |
| 2005 | Wimbledon           | Mike Bryan | Stephen Huss Wesley Moodie     | 6(4)–7, 3-6, 7–6(2), 3-6      |
| 2005 | Open di Francia     | Mike Bryan | Jonas Björkman Maks Mirny      | 6-2, 1-6, 4-6                 |
| 2006 | Open di Francia (2) | Mike Bryan | Jonas Björkman Maks Mirny      | 7–6(5), 4-6, 5-7              |
| 2007 | Wimbledon (2)       | Mike Bryan | Arnaud Clément Michaël Llodra  | 7–6(5), 3-6, 4-6, 4-6         |
| 2009 | Wimbledon (3)       | Mike Bryan | Daniel Nestor Nenad Zimonjić   | 6(7)–7, 7–6(3), 6(5)–7, 3-6   |
| 2012 | Australian Open (3) | Mike Bryan | Leander Paes Radek Štěpánek    | 6(1)–7, 2-6                   |
| 2012 | Open di Francia (3) | Mike Bryan | Daniel Nestor Maks Mirny       | 4-6, 4-6                      |
| 2014 | Wimbledon (4)       | Mike Bryan | Vasek Pospisil Jack Sock       | 6(5)–7, 7–6(3), 4-6, 6-3, 5-7 |
| 2015 | Open di Francia (4) | Mike Bryan | Ivan Dodig Marcelo Melo        | 7–6(5), 6(5)–7, 5-7           |
| 2016 | Open di Francia (5) | Mike Bryan | Feliciano López Marc López     | 4-6, 7–6(6), 3-6              |
| 2017 | Australian Open (4) | Mike Bryan | Henri Kontinen John Peers      | 5-7, 5-7                      |

### Doppio misto

#### Vittorie (7)
| Anno | Torneo              | Compagno            | Avversari in finale                | Punteggio         |
| 2003 | US Open             | Katarina Srebotnik  | Daniel Nestor Lina Krasnoruckaja   | 5-7, 7-5, 10-5    |
| 2004 | US Open (2)         | Vera Zvonarëva      | Todd Woodbridge Alicia Molik       | 6–3, 6–4          |
| 2006 | US Open (3)         | Martina Navrátilová | Martin Damm Květa Peschke          | 6-2, 6-3          |
| 2008 | Open di Francia     | Viktoryja Azaranka  | Katarina Srebotnik Nenad Zimonjić  | 6–2, 7–6(4)       |
| 2008 | Wimbledon           | Samantha Stosur     | Mike Bryan Katarina Srebotnik      | 7-5, 6-4          |
| 2009 | Open di Francia (2) | Liezel Huber        | Vania King Marcelo Melo            | 5-7, 7–6(5), 10-7 |
| 2010 | US Open (4)         | Liezel Huber        | Květa Peschke Aisam-ul-Haq Qureshi | 6-4, 6-4          |

#### Finali perse (2)
| Anno | Torneo    | Compagno           | Avversari in finale     | Punteggio      |
| 2002 | US Open   | Katarina Srebotnik | Mike Bryan Lisa Raymond | 7–6(9), 7–6(1) |
| 2006 | Wimbledon | Venus Williams     | Andy Ram Vera Zvonarëva | 6-3, 6-2       |